# FBA Type A
Die FBA Type A war ein Doppeldecker-Flugboot vom Donnet-Lévêque-Typs, das vor und während des Ersten Weltkriegs in Frankreich produziert wurde. Es wurde auch FBA-Leveque genannt.

## Geschichte und Konstruktion
Ein Siebenzylinder-Umlaufmotor war zwischen den Tragflächen aufgehängt und trieb einen Propeller in Pusher-Konfiguration an. Der Rumpf bestand aus Holz und war in acht Kammern unterteilt. Das Flugboot war ein Zweisitzer und diente der Aufklärung. Die Sitzplätze für Pilot und Beobachter waren nebeneinander angeordnet.
Vor dem Krieg lieferte man zwölf Flugboote an Österreich-Ungarn und sechs an Dänemark. Das Vereinigte Königreich bestellte insgesamt 42, Russland zehn und Italien verfügte über zwanzig, die zum Teil auf dem Flugzeugmutterschiff Europa stationiert waren. Weitere Flugboote dienten Franco-British Aviation zur Flugausbildung.

## Technische Daten
| Kenngröße            | Daten (1923)                             | Daten (ab 1914)                                      |
| -------------------- | ---------------------------------------- | ---------------------------------------------------- |
| Besatzung            | 2                                        | 2                                                    |
| Länge                | 7,79 m                                   | 8,83 m                                               |
| Spannweite           | 9,00 m                                   | 11,88 m                                              |
| Flügelfläche         | 18,00 m²                                 | 22,00 m²                                             |
| Leermasse            | 309 kg                                   |                                                      |
| max. Startmasse      |                                          | 570 kg                                               |
| Reisegeschwindigkeit | 90 km/h                                  | 109 km/h                                             |
| Triebwerke           | 1 × Umlaufmotor Gnome N1 Omega mit 50 PS | 1 × Umlaufmotor Gnome Monosoupape 7 Type A mit 80 PS |